# DeWitt (Arkansas)
DeWitt (tradicionalmente, De Witt) es una ciudad ubicada en el condado de Arkansas en el estado estadounidense de Arkansas. En el Censo de 2010 tenía una población de 3292 habitantes y una densidad poblacional de 423,97 personas por km².

## Historia
Luego del traslado de la capital estatal de Arkansas Post a Little Rock, la sede del condado permaneció en Arkansas Post. Pocos años después, como resultado del establecimiento de grandes plantaciones junto a los ríos Arkansas y Blanco, los pueblos de Old Auburn y St. Charles en lados opuestos del condado crecieron hasta ser más grandes que Arkansas Post, localizado en el extremo sur del condado.
El crecimiento de estos pueblo provocó una elección con el propósito de cambiar la localización de la sede del condado. La elección, llevada a cabo en 1852, favoreció a Old Auburn y St. Charles, por lo que se eligió al coronel Charles W. Belknaap, Leroy Montgomery, y al Dr. John A. Moorman para que seleccionaran una nueva sede de condado. El agrimensor del condado, Adam McCool, fue designado para ayudarles. El grupo eligió el lugar donde ahora se encuentra De Witt como la nueva sede de condado, ya que se encontraba a menos media milla del centro geográfico del condado.
Luego de seleccionar la ubicación de la nueva sede de condado, se procedió a nombrar el pueblo. Belknap, Montgomery y McCool escribieron cada uno un nombre en un pedazo de papel y se eligió uno al azar. El nombre elegido fue Dewitt, propuesto por McCool, quien era un admirador del senador y gobernador de Nueva York DeWitt Clinton.
Posteriormente se construyó una cárcel y una corte. El coronel Belknap coordinó la construcción de una corte de madera, que consistía de tres edificios: uno para albergar juicios, otro para las oficinas del secretario de la Corte y del sheriff, y otro para la sala de deliberación del jurado.
En 1861, se decidió construir un edificio de ladrillos para albergar la corte y se designó al coronel W. H. Halliburton para dirigir las obras. Sin embargo, Halliburton renunció y James M. Barker fue nombrado en su lugar. 

## Geografía
DeWitt se encuentra ubicada en las coordenadas 34°17′15″N 91°20′18″O / 34.28750, -91.33833. Según la Oficina del Censo de los Estados Unidos, DeWitt tiene una superficie total de 7.76 km², de la cual 7.76 km² corresponden a tierra firme y (0%) 0 km² es agua.

## Demografía

### Censo de 2010
Según el censo de 2010, había 3292 personas residiendo en DeWitt. La densidad de población era de 423,97 hab./km². De los 3292 habitantes, DeWitt estaba compuesto por el 74.48% blancos, el 21.45% eran afroamericanos, el 0.27% eran amerindios, el 0.36% eran asiáticos, el 0% eran isleños del Pacífico, el 2.07% eran de otras razas y el 1.37% pertenecían a dos o más razas. Del total de la población el 3.22% eran hispanos o latinos de cualquier raza.

### Censo 2000
Para el censo de 2000, había 3.552 personas, 1.419 hogares y 977 familias en la ciudad. La densidad de población era 530,1 hab/km². Había 1.552 viviendas para una densidad promedio de 231,4 por kilómetro cuadrado. De la población 77,93% eran blancos, 20,92% afroamericanos, 0,17% amerindios, 0,23% asiáticos, 0,20% de otras razas y 0,56% de dos o más razas. 0,53% de la población eran hispanos o latinos de cualquier raza.
Se contaron 1.419 hogares, de los cuales 32,2% tenían niños menores de 18 años, 47,2% eran parejas casadas viviendo juntos, 18,3% tenían una mujer como cabeza del hogar sin marido presente y 31,1% eran hogares no familiares. 27,1% de los hogares eran un solo miembro y 14,4% tenían alguien mayor de 65 años viviendo solo. La cantidad de miembros promedio por hogar era de 2,35 y el tamaño promedio de familia era de 2,84.
En la ciudad la población está distribuida en 24,5% menores de 18 años, 8,3% entre 18 y 24, 26,0% entre 25 y 44, 22,1% entre 45 y 64 y 19,0% tenían 65 o más años. La edad media fue 39 años. Por cada 100 mujeres había 87,1 varones. Por cada 100 mujeres mayores de 18 años había 79,1 varones.
El ingreso medio para un hogar en la ciudad fue de $22.545 y el ingreso medio para una familia $26.940. Los hombres tuvieron un ingreso promedio de $25.600 contra $19.052 de las mujeres. El ingreso per cápita de la ciudad fue de $13.408. Cerca de 21,5% de las familias y 25,1% de la población estaban por debajo de la línea de pobreza, 33,3% de los cuales eran menores de 18 años y 21,7% mayores de 65.